# Chiesa di San Giorgio (Tesido)
La chiesa di San Giorgio, presso Tesido (in tedesco St. Georgskirche in Taisten), in provincia di Bolzano, è la seconda chiesa del paese.

## Storia e descrizione

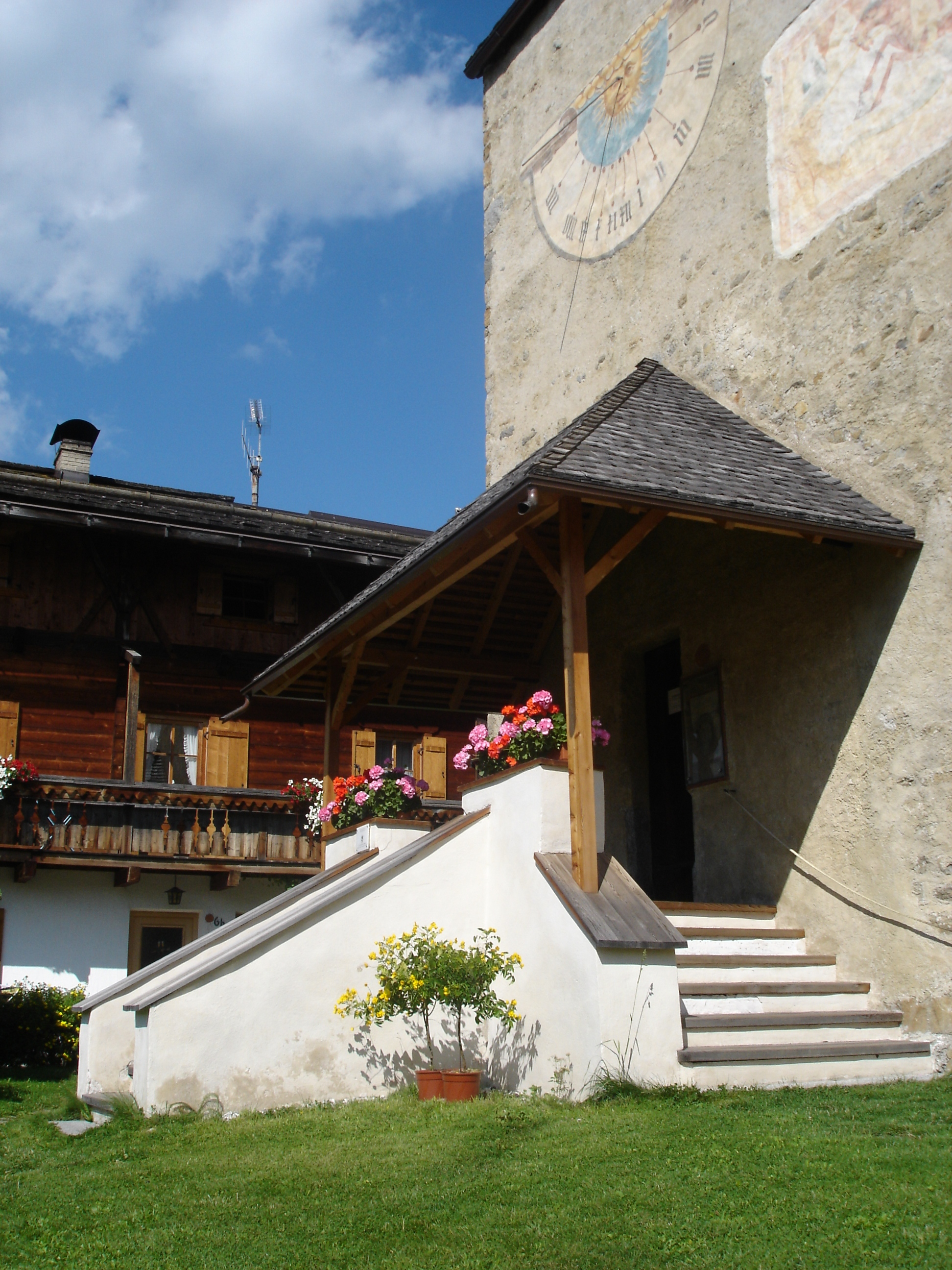
Altra immagine della chiesa

Documenti accertano che la chiesa esisteva già duecento anni prima dell'anno Mille visto che nell'861 la ecclesia sancti Georii venne adibita a luogo di tribunale (publicum placitum) per un cambio di proprietà.
La chiesa, a pianta quasi quadrata, presenta un'unica finestra ad arco acuto rivolta verso sud, realizzata nel periodo gotico. Come struttura è somigliante alla cappella di un castello a due piani ed appare come una fortezza. Non a caso è qui che il vescovo Hartmann di Bressanone si rifugiò nel XII secolo, quando si scontrò con i nobili della sua diocesi.
Sulle mura esterne è possibile vedere affreschi che raffigurano una meridiana, una scena di combattimento tra San Giorgio e il drago ed un episodio della vita di san Cristoforo.